# Список гібридних істот у фольклорі
Нижче наведено список гібридних істот з фольклорних записів, згрупованих за морфологією. Гібриди, яких не знайдено в класичній міфології, але які розвинулися в контексті сучасної популярної культури, перелічені в § Сучасна художня література.

## Міфологія

### Голова однієї тварини, тулуб іншої

#### Двоногі ссавці

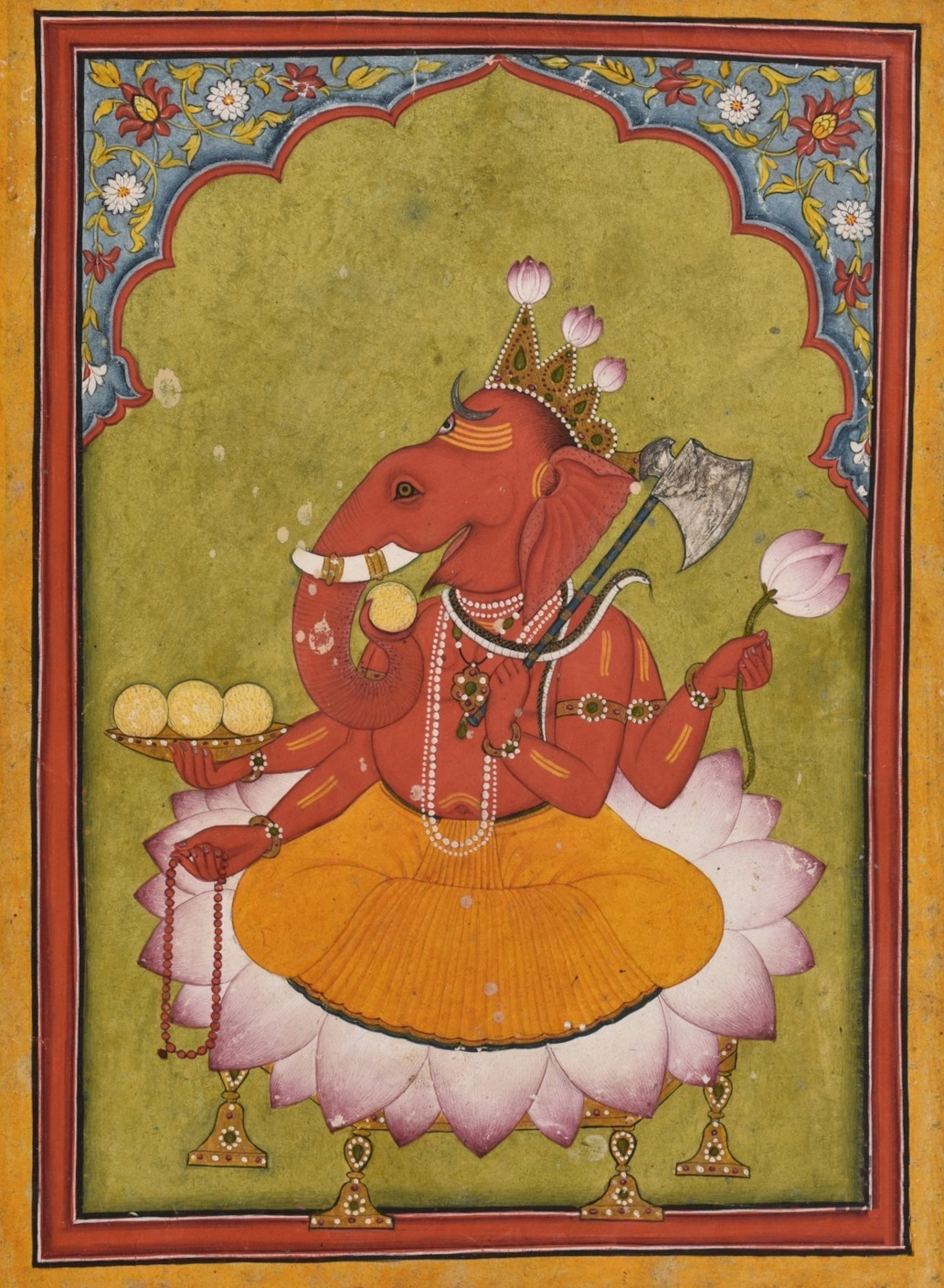
Ганеша, з головою слона

- Анубіс – єгипетський бог із головою шакала.[1][2]
- Баст – єгипетська богиня з головою кішки.[3][4]
- Кінокефали[5] – істоти з головою собаки.[6][7][8][9][10][11]
- Дакша – його голова була замінена на голову козла після обезголовлення.[12][13][14]
- Ганеша – Бог із слоновою головою.[15]
- Хаягріва – аватара із головою коня.[16]
- Годзумедзу[en] – охоронець із головою коня або тип охоронця підземного світу[en] в китайській міфології.
- Іпотани[en] – зазвичай їх зображують як напівлюдей-напівконей, що дуже відрізняються від кентаврів.
- Кейбу Кейойба[en] (також відомий як Кабуї Кейоіба) – міфічна істота з головою тигра та тілом людини з мейтейського фольклору[en].[17][18][19][20][21][22]
- Хнум – єгипетський бог головою барана.
- Маахес, Пахет, Сехмет і Тефнут – кожен із цих єгипетських богів має голову лева.
- Мінотавр – істота з тілом людини з головою, хвостом і іноді задньою частиною бика.
- Нанді – деякі Пурани описують Нанді або Нандікешвару з бичачою головою і з людським тілом, що нагадує тіло Шиви пропорціями та зовнішністю.
- Нарасімга – індуїстське божество з обличчям, схожим на лева.
- Пенхоу – дух китайського дерева з обличчям людини та тілом собаки.
- Пратьянгіра[en] – індуїстська богиня з головою лева.
- Сет – єгипетський бог зображався, як правило, в подобі людини з чорною головою тварини, що має довгу морду і вуха. Не існує одностайної думки що саме це за тварина, нею визначаються віслюк, трубкозуб, жирафа.
- Тікбаланг[en] — високий філіппінський чоловік із головою коня.
- Тумбуру[en] — індуїстське божество з кіньським обличчям.
- Вараха – аватара із головою кабана.
- Джу Бадзє – головний герой роману «Подорож на Захід із свинячою головою.

#### Інші двоногі

Гор з головою Сокола

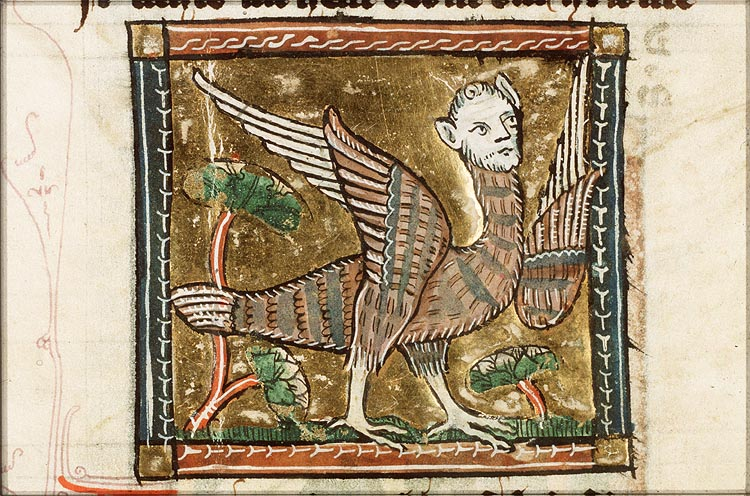
Середньовічне зображення гарпії як жінки-птахи

- Алконост – істота з руського та візантійського фольклорів з головою жінки з тулубом птаха, яка, як кажуть, видає прекрасні звуки, які змушують кожного, хто їх чує, забути все, що вони знають, і більше нічого не бажати.[23][24]
- Богиня птахів[en] – фігури жінки з головою птаха з культури Вінча.[25]
- Кукуй — істота з бразильського фольклору і жіночий двійник Коко, яка зображена як відьма з головою алігатора. Ловить і їсть дітей, які не слухаються батьків.
- Гамаюн – слов'янська істота, зображена з головою жінки і тілом птаха.[26]
- Хекат – єгипетська богиня із головою жаби.[27]
- Гор, Монту, Ра і Сокар – кожен із цих єгипетських богів має голову сокола або яструба.
- Інмьонджо[en] – істоти з людським обличчям та з тілом птаха в стародавній корейській міфології.
- Карура[en] – божественна істота японської індуїстсько-буддійської міфології з головою птаха та тулубом людини.[28]
- Кук і Каукет – пара божеств у Релігії Стародавнього Єгипту, чоловіча форма Кука має голову жаби, тоді як жіноча Каукет має голову змії.
- Мерітсегер – єгипетська богиня з головою кобри.[29]
- Сирин – в давньоруському фольклорі - велика, сильна, строката діва-птиця з великими грудьми, суворим обличчям і короною на голові.[30][31]
- Себек – єгипетський бог із крокодиловою головою.[32][33]
- Тот – єгипетський бог із головою ібіса.[34][35][36]

#### Чотирилапі

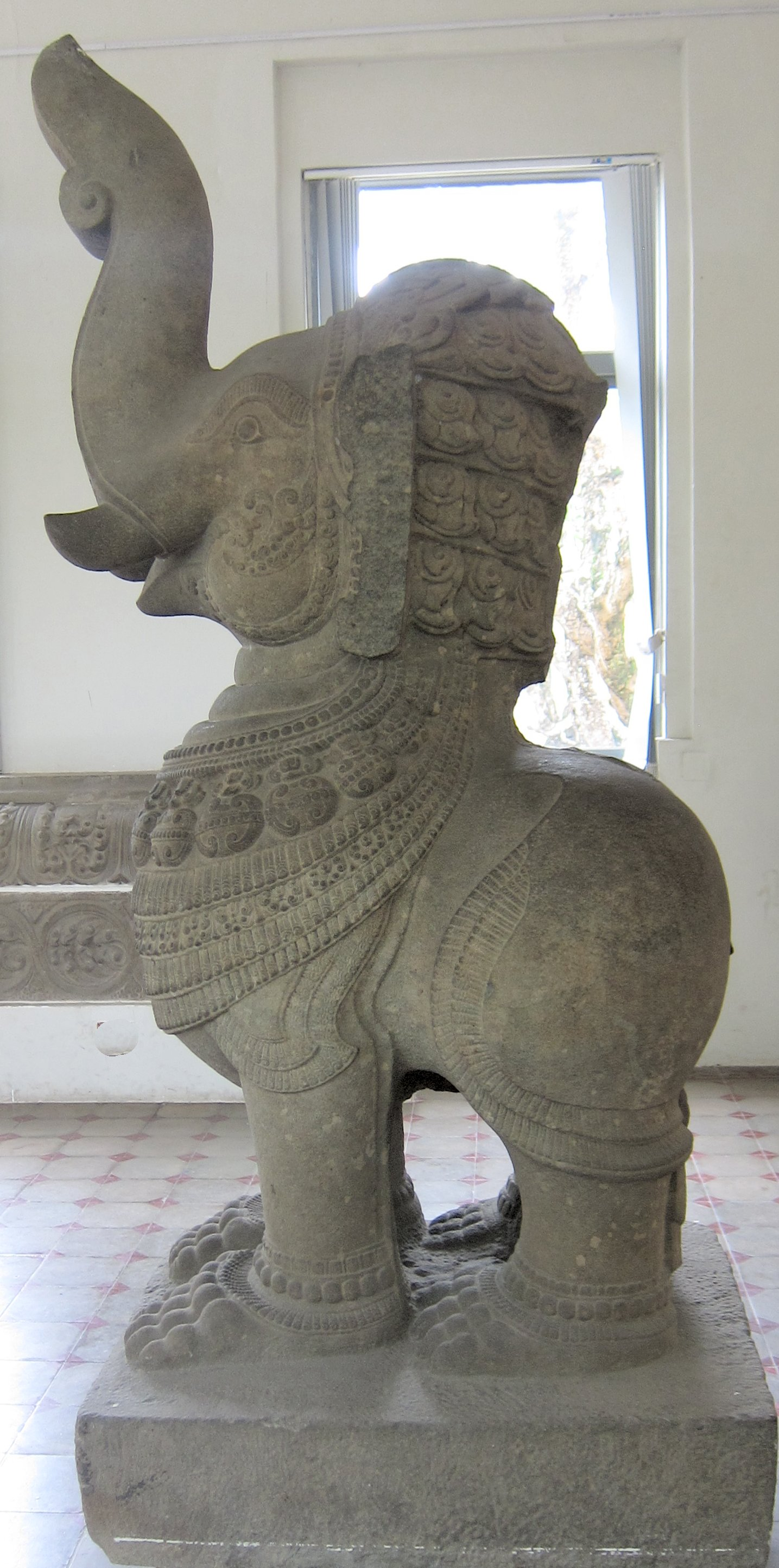
«Гаджасімха», Музей чамської скульптури

- Ахех[en] — істота з єгипетської міфології з тілом орикса та крилами й мордою птаха.[37]
- Алокамелус[en] – геральдична істота з головою осла і тілом верблюда.
- Байцзе – істота з китайської міфології з головою людини та тілом корови з шістьма рогами та дев'ятьма очима.
- Катоблепас — одна версія істоти в «Спокусі святого Антонія» Флобера зображує її з головою дикого кабана і тулубом чорного африканського буйвола.[38]
- Кріосфінкс – cфінкс із головою барана.
- Гаджасімха[en] – істота з головою слона та тілом лева.[39]
- Керьон[ko] – істота з корейської міфології з головою курки та тілом дракона.[40]
- Ієракосфінкс – тип сфінкса з головою сокола.
- Джинменкен[en] - японська істота з обличчям людини та тілом собаки.
- Кудан[en] — японська істота з обличчям людини й тілом корови
- Мавпа Шуг[en] – істота, яка є частково мавпою та частково собакою.[41][42]

#### Інші
- Атаргатіс – голова людини, тіло риби.
- Кит – хорт або кабан з головою та тілом дельфіна або кита.
- Драконкопеди[en] (зміїні ноги) – «зміїні ноги — це великі та потужні змії, з дівочими обличчями, і шиями, що закінчуються зміїними тілами», як описано  Вінсентом із Бове.[43]
- Гаджаміна[en] – істота з головою слона і тілом риби.[44]
- Мерліон[en] – істота з головою лева та тулубом риби.
- Нуре-онна[en] – істота з головою жінки і тілом змії.
- Уґадзін[en] - камі урожаю і родючісті в   японській міфології з тілом змії та головою бородатого чоловіка, для чоловічого варіанту або головою жінки, для жіночого варіанту.[45][46]
- Уші-оні – йокай з головою бика і тілом павука.[47] [48]
- Чжулун[en] – істота з обличчям людини та тілом змії.

### Спереду одна тварина, задня інша
- Єхидна – напівжінка-напівзмія, монстр, який живе в печері.[49]
- Глейстіг[en] – шотландська фея або привид, який може приймати форму гібрида козла та людини.[50][51]
- Грифон – істота з передніми чвертями орла та задніми лева. Деякі зображення також зображують його зі зміїним хвостом.
- Гарпія – напівптах-напівжінка з грецької міфології, яку іноді зображували як жінку з пташиними крилами та ногами.
- Гіппалектріон – істота з передньою половиною коня, а задня половина має крила, хвіст і ноги півня.
- Гіппокамп (або Гіпокамп) – грецька міфологічна істота, напівкінь-напівриба.
- Гіпогриф – міфічне створіння з тілом коня, головою та крилами грифона.
- Дженгу[en] – водяний дух у Камеруні із хвостом риби.
- Кету – Асура, який має нижню частину змії та, як кажуть, має чотири руки.
- Ламія – жінка з нижньою частиною тіла, як у змії.
- Матсья – аватар Вішну, який є напівлюдиною-напіврибою.
- Мерфолки[en] – раса напівлюдей-напівриб. Чоловіків називають Русали[en], а жінок — морськими дівами (або русалками).
  - Auvekoejak – русал із фольклору інуїтів Гренландії та північної Канади, який має хутро на риб’ячому хвості замість луски.[52]
  - Кеаск[en] – шотландська русалка.
  - Сирена[en] – русалка з філіппінського фольклору.
  - Сійокой[en] – русал з лускоподібними тілами з філіппінського фольклору. Це чоловічий аналог сирени.